# Парламентские выборы во Франции (1795)
Выборы Директории во Франции 1795 года проходили в апреле и мае. На них было избрано 150 депутатов Директории, то есть примерно одна треть из 500 депутатов законодательного собрания, так как для предотвращения захвата власти роялистами по новой конституции остальные должны были быть выбраны из членов Конвента. В выборах могли участвовать только граждане, платящие налоги в казну.

## Результаты
| Партия             | Места |
| ------------------ | ----- |
| Республиканцы      | 63    |
| Умеренные роялисты | 54    |
| Роялисты           | 33    |
| Всего              | 150   |